# 莫玟島
在托爾金（J. R. R. Tolkien）的奇幻小說當中，是中土大陸極西的島嶼之一。在第一紀元末貝爾蘭陸沉之前，原屬於泰格林河所屬的峽谷-卡貝得·納瑞馬斯（Cabed Naeramarth），旁邊則有刻著胡林之妻-莫玟（Morwen Eledhwen）名字的石碑，胡林將他的妻子埋葬此地。「憤怒之戰」之後，大部分的貝爾蘭陸地都沉入海底，只有一小部分的陸地並沒有沉入，莫玟島（Tol Morwen）便是其中之一，島嶼亦以莫玟命名。努曼諾爾（Númenor）水手及亞爾諾人民在航程中亦到訪莫玟島，以悼念葬在這裡的圖林·圖倫拔（Túrin Turambar）。
與辛姆林島、浮陰島坐落在林頓西北方海外區域。